# NGC 1118
NGC 1118 est une galaxie lenticulaire située dans la constellation de l'Éridan. NGC 1118 a été découverte par l'astronome américain Lewis Swift en 1886. Le professeur Seligman est le seul à considérer cette galaxie comme une spirale.

## Caractéristiques
Sa vitesse par rapport au fond diffus cosmologique est de 3 961 ± 15 km/s, ce qui correspond à une distance de Hubble de 58,4 ± 4,1 Mpc (∼190 millions d'al).
NGC 1118 présente une large raie HI.